# Victor Salva
Victor Salva (Martinez, Califórnia, 29 de março de 1958) é um Diretor de Cinema estadunidenses e criminoso sexual condenado. O autoproclamado protegido de Francis Ford Coppola. ele trabalhou principalmente com gênero de filmes de terror., como escritor e diretor de Jeepers Creepers (2001) e suas sequências Jeepers Creepers 2 (2003) e Jeepers Creepers 3 (2017). Fora do terror, Salva escreveu e dirigiu o filme de drama de fantasia Powder (1995). A carreira cinematográfica de Salva tem sido controversa devido à sua condenação em 1988 por abusar sexualmente de um ator de 12 anos que estrelou sua estreia no cinema, Clownhouse (1989), e filmar o encontro, além de possuir pornografia infantil, tendo sido divulgado em 2006. Gerou protestos contra seus filmes, incluindo um boicote ao Powder organizado por sua vítima.

## Abuso sexual infantil e pornografia infantil
Em 1988, Salva foi condenado por má conduta sexual com uma das estrelas menores de Clownhouse, que tinha 12 anos na época, e por filmar um dos encontros em que forçou a vítima a fazer sexo oral nele.  Fitas de vídeo comerciais e revistas contendo pornografia infantil também foram encontradas em sua casa.  Salva se declarou culpado de conduta lasciva, sexo oral com uma pessoa menor de quatorze anos e utilização de uma criança para pornografia.  Ele foi condenado a três anos de prisão estadual, dos quais cumpriu 15 meses, e registro vitalício como criminoso sexual.  Ele completou sua liberdade condicional em 1992. 
Em 2017, Salva fez apologia a estupro em Jeepers Creepers 3, no qual Gabrielle Haugh (a Laura de 13 Reasons Why) interpreta uma garota que foge de casa para morar com a avó após sugerir que era abusada sexualmente por seu padrasto. O filme não mostra as cenas de estupro, mas o roteiro escrito por Salva incluiu dois personagens que fazem apologia aos atos do abusador. "Você pode culpar o padastro dela? Quero dizer, olhe para ela. O coração quer o que o coração quer, não é mesmo?". A cena estava na cópia do filme que foi divulgada para a imprensa, mas foi removida do corte final exibido nos cinemas dos EUA e não estará no DVD. 

## Como Diretor (Filmografia Completa)
- 2017 - Jeepers Creepers 3: Cathedral
- 2014 - Casa Escura (Haunted)
- 2011 - A Vila do Medo (Rosewood Lane)
- 2006 - Poder Além da Vida (Peaceful Warrior)
- 2003 - Olhos Famintos 2 (Jeepers Creepers 2)
- 2001 - Olhos Famintos (Jeepers Creepers)
- 1999 - Rites of Passage
- 1995 - Energia Pura (PowderPowder)
- 1995 - The Nature of the Beast
- 1989 - Palhaço Assassino (ClownhouseClownhouse)